# Microrégion d'Oiapoque

Localisation de la microrégion d'Oiapoque

La microrégion d'Oiapoque est une des quatre microrégions de l'État de l'Amapá et appartient à la mésorégion du Nord de l'Amapá. Elle est divisée en deux municipalités. Elle fait frontière avec la Guyane française. Elle est bordée par l'Océan Atlantique sur sa partie orientale.

## Municipalités[1]
- Calçoene
- Oiapoque

## Microrégions limitrophes
- Amapá
- Macapá
- Mazagão